# Laurens op ten Noort (1906-1977)
Jhr. mr. Laurens Pieter Dignus (Laurens) Op ten Noort (Koudekerke, 15 maart 1906 - Deventer, 17 oktober 1977) was een Nederlandse NSB'er.
Op ten Noort, lid van de familie Op ten Noort, werd geboren als zoon van bierbrouwer jhr. Godfried Carel Op ten Noort en Maria Aletta Johanna Bock. Laurens Op ten Noort was evenals zijn zuster Julia Op ten Noort lid van de Nationaal-Socialistische Beweging (NSB). Hij was tijdens de Tweede Wereldoorlog hoofd van de afdeling Hoger Onderwijs op het departement van Onderwijs en binnen de Koninklijke Marechaussee en de politie.
 Portaal: Fascisme en nationaalsocialisme in Nederland · Fascisme · Nationaalsocialisme